# Blitzschach

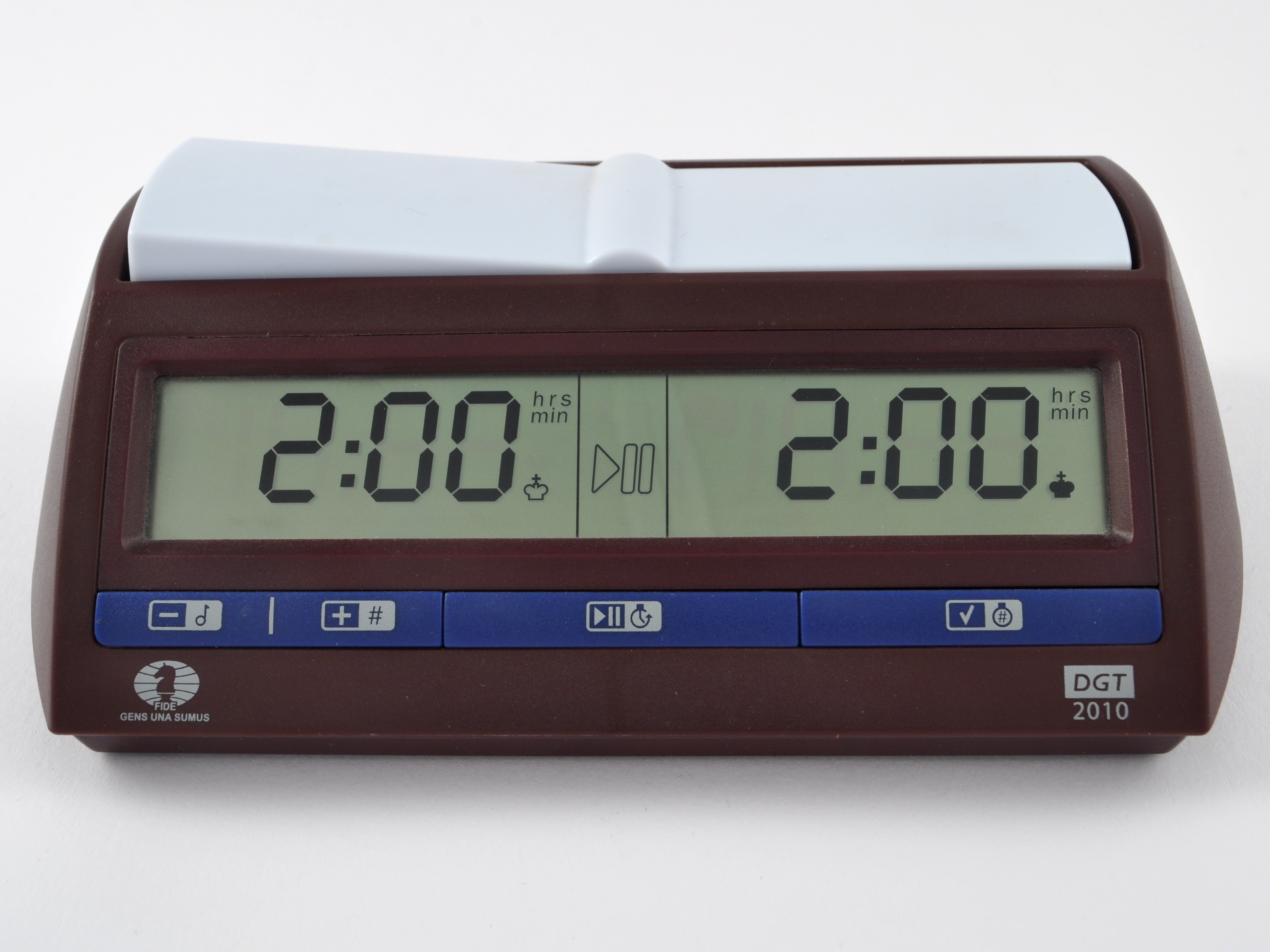
Moderne Turnierschachuhr nach FIDE Standard, DGT 2010

Blitzschach oder kurz Blitz ist eine Form des Schachspiels, bei der jedem Spieler für die gesamte Partie eine Bedenkzeit von weniger als 10 bis 15 Minuten zur Verfügung steht. Am häufigsten werden Blitzpartien über 5 Minuten für die gesamte Partie oder 3 Minuten +2 Sekunden Inkrement pro Zug gespielt. Überschreitet ein Spieler die Bedenkzeit, verliert er die Partie, es sei denn, der Gegner hat zu diesem Zeitpunkt keine Möglichkeit mehr, durch eine legale Zugfolge mattzusetzen, oder selbst die Bedenkzeit überschritten. In diesem Fall endet die Partie remis. Blitzschach wird mit einer Schachuhr gespielt und liegt in der Geschwindigkeit zwischen Schnellschach (mit Bedenkzeiten zwischen 10 und 60 Minuten) und Bullet-Schach (mit weniger als 3 Minuten), das im Internet beliebt ist.

## Bedeutung
In der Zeit vor der Schachuhr wurde im 19. Jahrhundert „Ansage-Blitz“ gespielt, bei dem alle fünf oder zehn Sekunden ein Zugkommando durch einen Schiedsrichter gegeben wurde.
Blitzschach wurde vom Weltschachbund FIDE lange Zeit nicht ernsthaft als Form für Wettkämpfe anerkannt und war auch bei den meisten Großmeistern (GM) eher als unterhaltsamer Zeitvertreib beliebt, den man sich in Turnierpausen gönnte. Blitzstärke galt allgemein nicht als Maßstab für Spielstärke im Turnierschach; einige Großmeister (beispielsweise Exweltmeister Anatoli Karpow) gingen sogar so weit, Blitzschach als schädlich für die eigene Spielstärke einzustufen.
Diese negative Einstellung gegenüber dem Blitzschach hat sich seit dem Aufkommen von Internet-Schachplattformen und seit die FIDE ab etwa 2006 regelmäßig Blitzschach-Turniere veranstaltet, geändert. Inzwischen gibt es hochdotierte reine Blitz- und Schnellschachturniere, auch auf Großmeisterniveau. Außerdem gibt es Turnierformen, in denen klassisches Schach mit Blitz- und Schnellschach kombiniert wird, so zum Beispiel beim FIDE Grand Prix oder bei der Grand Chess Tour. Darüber hinaus dient Schnell- und Blitzschach in vielen klassischen Schachturnieren als Tie-Break. So wurde die Schachweltmeisterschaft 2016 erst im Schnellschach entschieden.
Daneben ist Blitzschach als unterhaltsame und kurzweilige Form des Schachs beliebt, die überwiegend an Spielabenden in Schachklubs oder in Schachkneipen (häufig auch um Geld) gespielt wird.

## Sonderregeln

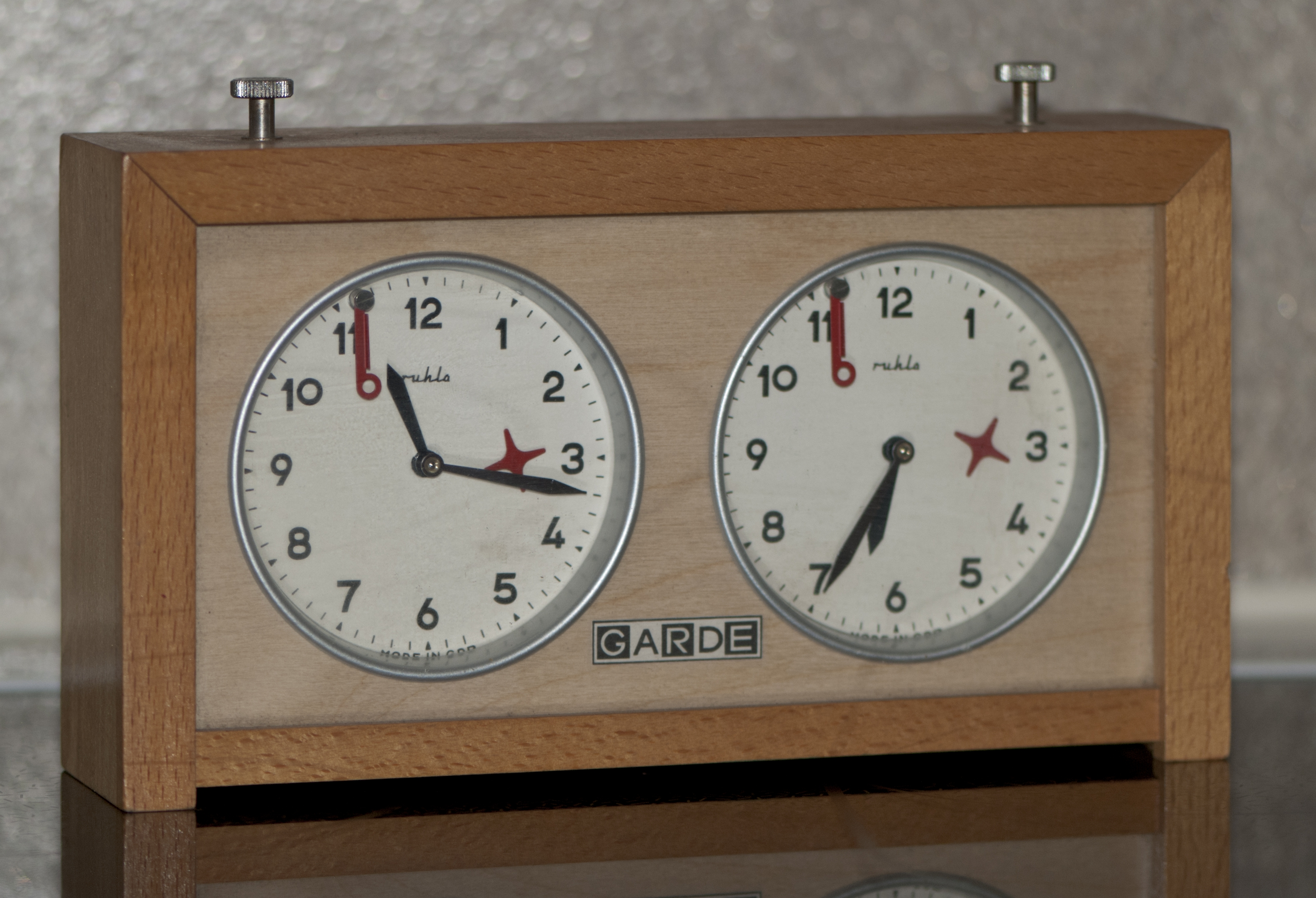
Mechanische Schachuhr

Im Gegensatz zum normalen Turnierschach müssen beim Blitzschach die Züge nicht notiert werden.
In den FIDE-Regeln bis 2017 war eine weitere Besonderheit, dass ein nicht regelkonformer Zug nur korrigiert werden durfte, wenn der betreffende Spieler seine Uhr noch nicht betätigt hatte. Nach dem Drücken der Uhr führte er zum sofortigen Verlust der Partie, sofern dies vom Gegner bemerkt und reklamiert wurde. Seit dem 1. Januar 2018 sehen die FIDE-Regeln für den ersten regelwidrigen Zug eine Zeitstrafe vor. Diese Änderung ist unter den Spielern umstritten. In Amateurturnieren ohne Elo-Auswertung wenden viele Veranstalter weiterhin die alte Regelfassung an.
Ein regelwidriger Zug muss vom Schiedsrichter beobachtet oder vom Gegner reklamiert werden, bevor dieser seinerseits eine Figur berührt hat, um sie zu ziehen. Es gilt die Regel, dass ein regelwidriger Zug „legalisiert“ wird, wenn der Gegner daraufhin einen eigenen Zug macht und seine Uhr betätigt. Eine Ausnahme sind Stellungen, in denen beide Könige im Schach stehen oder ein Bauer auf der gegnerischen Grundreihe steht. Solche Stellungen werden vom Schiedsrichter nach Abschluss des nächsten Zuges remis gegeben.
Wird ein Schachgebot nicht beachtet, so war es in sehr alten Regelfassungen auch üblich, den König zu schlagen. Inzwischen ist das Schlagen des Königs im folgenden Zug nicht mehr gestattet. Stattdessen muss der Spieler am Zug den Partiegewinn reklamieren, ohne seinen Zug auszuführen. Schlägt er dennoch den König des Gegners und reklamiert dadurch den Gewinn der Partie, soll der Spieler vom Schiedsrichter wegen Regelverstoßes (Schlagen des Königs) verwarnt, die Gewinn-Reklamation aber akzeptiert werden.
Bei der Entscheidung auf Sieg oder Remis nach einer Reklamation eines illegalen Zuges oder eines Blättchenfalles ist zu beachten, dass die Partie für den Gegner des Spielers, dessen Fallblättchen gefallen ist bzw. der einen regelwidrigen Zug ausgeführt hat, nur dann als Sieg zu werten ist, wenn es für ihn mit irgendeiner Folge von legalen Zügen möglich ist, ein Schachmatt herbeizuführen. Ein Endspiel beispielsweise von König und Leichtfigur gegen König und Leichtfigur oder Bauer ist also als Sieg zu werten, sofern es sich bei den beiden Leichtfiguren nicht um gleichfarbige Läufer handelt, da ein Hilfsmatt noch möglich ist. Tote Stellungen sind remis, egal wie viel Material noch am Brett ist.

## Blitzturniere
Eines der berühmtesten Blitzturniere aller Zeiten fand 1970 in Belgrad statt und wurde von Bobby Fischer gewonnen.
1988 gewann Michail Tal eine mit 50.000 Dollar (für den Sieger) dotierte Weltmeisterschaft im Blitzschach im kanadischen Saint John. Eine besondere Herausforderung an Körper und Geist sind 12- oder gar 24-Stunden-Blitzturniere (in Deutschland regelmäßig in Kuppenheim und Dresden stattfindend), bei denen, ermöglicht durch die kurze Bedenkzeit, bis zu 120 Partien in Folge ohne größere Unterbrechungen gespielt werden. Seit 2006 veranstaltet die FIDE eine jährlich stattfindende Weltmeisterschaft im Blitzschach. Bisherige Titelträger waren Alexander Grischtschuk, Wassyl Iwantschuk, Leinier Domínguez, Magnus Carlsen, Lewon Aronjan, Lê Quang Liêm und Sergei Karjakin, amtierender Weltmeister ist Carlsen.

## Blitzspezialisten
In Deutschland bekannte Blitzspieler sind beziehungsweise waren FM Bernd Feustel, der ein Buch über Blitzschach schrieb, GM Robert Hübner, IM Podzielny („Potz-Blitz“), GM Robert Rabiega, GM Klaus Bischoff und GM Roland „Hawkeye“ Schmaltz.
Der dreifache Schweizer Meister Hans Jürg Känel schaffte im März 1981 einen Weltrekord im Dauer-Blitzschach.

## Verschiedenes
Bekannt ist die Blitz-Stärke der führenden Schachprogramme wie Fritz und Shredder, gegen die Spieler unterhalb der Großmeisterstärke keine Chance mehr haben. Bereits 1994 gewann Fritz ein stark besetztes Blitzturnier in München punktgleich mit Garri Kasparow, der sich dann im Stichkampf durchsetzen konnte.
In der Praxis werden Blitzturniere oft nach dem sogenannten Rutschsystem ausgetragen.
Blitzpartien werden bei nach dem K.-o.-System ausgetragenen Turnieren und in Wettkämpfen oft als Stichkampf gespielt, wenn die vorherigen Partien keine Entscheidung gebracht haben. Dabei wird oft eine vorher festgelegte, gerade Anzahl von Blitzpartien mit wechselnden Farben gespielt. Liefert auch dieser Tie-Break ein ausgeglichenes Ergebnis, so fällt die Entscheidung häufig durch eine sogenannte Sudden-Death- oder Armageddon-Partie: Der Spieler mit den weißen Steinen muss gewinnen, erhält aber eine längere Bedenkzeit als der Spieler mit den schwarzen Steinen, dem ein Remis fürs Weiterkommen oder den Wettkampfsieg reicht.
Vom Blitz unterscheidet sich das auf Schachservern populäre Bullet-Schach, bei dem jeder Spieler weniger als drei Minuten, meist eine Minute pro Partie hat.
Eine auf Schachservern zunehmend populäre Form ist Banter Blitz (im Deutschen auch Geschwätzblitz). Dabei spielt ein starker, meist prominenter Spieler gegen schwächere Gegner und kommentiert dabei live die Partien. Da es für viele Amateure reizvoll ist, gegen Profis anzutreten und dadurch zu lernen, wird Banter Blitz von mehreren Schachservern als Anreiz genutzt, kostenpflichtige Premium-Accounts zu erwerben. Es gibt aber auch Banter-Wettbewerbe zwischen hochrangigen Großmeistern, die über Plattformen wie Youtube oder Lichess übertragen werden. Ein Beispiel ist der von Chess24 organisierte Banter Blitz Cup.